# Seznam hrvaških ekonomistov
Seznam hrvaških ekonomistov.

## A
- Božidar Adžija
- Neda Andrić
- Ivo Andrijanić
- Grga Antunac

## B
- Mate Babić
- Šimun Babić
- Zvonimir Baletić
- Adalbert Adam Barić
- A.lbert? Bazala
- Ivo Belin
- Vasilije Belošević
- Rudolf Bićanić
- Miljenko Boljević?
- Branko Bonefačić?
- Oton Bošnjak
- Ivo Bradetić?
- Roko Braut
- Jovo Brekić
- Branko Bujić?
- Ante Bulić
- Ivo Burić

## C
- Krešimir Car
- Ivo Cecić
- Marin Cerovac
- Marijan Cuculić
- Milorad Cuculić
- Dragutin Cutvarić
- Adolf Cuvaj

## Č
- Dušan Čalić
- Josipa Čaval
- Zdenko Čibej
- Ante Čičin Šain

## Ć
- Bogdan Ćosić (1931-1986)

## D
- Stanko Deželić
- Jadranka Deželjin
- Josip Deželjin
- Branislav Dimitrijević
- Milan Divjak (1895-1980)
- Martin Dobrinčić
- Dragutin Domainko
- Pavao Domančić
- Adolf Dragičević
- Jan Drašković
- Saša Drezgić
- Gordan Družić

## Đ
- Šime Đodan

## F
- Vladimir Farkaš
- Davor Filipović
- Milan Fišter (1917-46)
- Ranko Frua
- Rikard Fuchs

## G
- Simeon Gaćeša
- Vito Gašparević
- Franjo Gašaprović
- Vitomir Gašaprović
- Aleksandar Goldštajn (1912-2010) (gospodarski pravnik)
- Vilim Gorenc
- J. Gorjanović
- Drago Gorupić
- Petar Grahovac
- Nenad Gvozdanović (1928-94) (tudi numizmatik)

## H
- Herta Haas (1914-2010)
- Marijan Hanžeković (1915-1993)
- Zlatko Herkov (1904-1994)
- Branko Horvat (1928-2003)
- Marijan Hubeny

## I
- Milan Ivšić (1887-1972)

## J
- Vlatko Jadrešić
- Dušan Jagodić
- Martin Jakubin
- Zoran Jašić
- Lj. Jelačić-Bužimski
- Ante Jelavić ?
- (Barbara Jelčić)
- Božidar Jelčić
- Ivan Jelen (ekonomski geograf)
- Zvonimir Jelinović
- Silvin Jerman (1924-2018)
- Ljubo Jurčić
- Boris Jurić
- Smiljan Jurin (1920-2014)
- Pero Jurković

## K
- Ratimir Kalmeta?
- Ante Kalogjera?
- Dragutin (Dražen) Kalogjera
- Leonard Karli
- Tibor Karpati
- Ante Katunarić ml.?
- Antun Kobašić
- Branko Kojić
- Slobodan Komazec
- Halid Konjhodžić
- Đuro Kopač?
- Marijan Korošić
- Vladimir Košak? (1908-47)
- Benedikt Kotrulj(ević) (Dubrovčan)
- Franjo Krajčević
- Silvije Krajčević
- Vladimir Kral
- Ivan Krešić
- Milan Krešić
- Milan Krištof ?
- Stjepan Krivošić (zgodovinski demograf)
- Drago(mir) Krndija
- Branko Kubović
- Kukuljević-Sakcinski
- Slavko Kulić
- Fran(jo) Kuralt (slov.-hrvaški gospodarski strokovnjak)

## L
- Josip Lakatoš?
- Rikard Lang (1913-1994)
- Ante Lauc (sociolog)
- Marko Legović
- Rudolf Legradić
- Slaven Letica
- Branimir Lokin
- Blaž Lorković
- Valdemar Lunaček

## M
- Artur Machnik (Mahnik)
- Željko Majcen
- Ivan Mandić
- Božo Marendić
- Lj. Martić
- P. Matković
- Ivo Medvešček
- M. Mikić
- N. Miljanić
- Fran Milobar
- Mijo Mirković ("Mate Balota")
- Pavle Muhić

## N
- Branko Novak
- Mijo Novak

## O
- R. Obraz
- Ostrožinski
- Katarina Ott

## P
- Ivo Perišin
- Boris Podobnik
- S. Polovina
- S. Posilović
- Đorđe Pribičević
- Ognjen Prica
- Zdenko Prohaska

## R
- Đuro Račić
- Domagoj Račić?
- Edo Rajh
- Miljenko Rendulić
- Franjo Renko (slov.-hrv.)
- Vilko Rieger
- Dragutin Rilke
- Fedor Rocco
- Z. Rogić
- Lucija Rogić Dumančić

## S
- Miloš Samardžija (hrv.-srbski)
- D. Sabolović
- Davor Savin
- M. Sekulić
- Vladimir Serdar (1912-2002)
- Jakov Sirotković
- Velimir Srića
- Vladimir Stipetić (1928-2017)
- Dušan Strahinja

## Š
- (Berislav Šefer)
- J. Šilović
- Josip Šipuš
- Borislav Škegro
- Miroslav Škoro
- Hrvoje Šošić (1928-2012)
- I. Šošić
- Franjo Ferdinand Šporer

## T
- R. Tepšić
- J. Tironi
- Jozo Tomašević Josip "Jozo" Tomasevich

## U
- Ognjeslav Utješinović Ostrožinski

## V
- Maja Vehovec
- Vladimir Veselica (1938-2013)
- Nada Vitezić
- Dragomir Vojnić (1924-2020)
- Stjenko Vranjican (1948-2009)
- Juraj Vrbanić
- T. Vujković

## W
- Alica Wertheimer-Baletić

## Z
- Davor Zoričić
- M. Zoričić

## Ž
- Vladimir Žerjavić
- Josip Županov (sociolog)